# (200160) 1998 YN19
(200160) 1998 YN19 es un asteroide perteneciente al cinturón de asteroides, descubierto el 25 de diciembre de 1998 por el equipo del Spacewatch desde el Observatorio Nacional de Kitt Peak, Arizona, Estados Unidos.

## Designación y nombre
Designado provisionalmente como 1998 YN19.

## Características orbitales
1998 YN19 está situado a una distancia media del Sol de 2,255 ua, pudiendo alejarse hasta 2,695 ua y acercarse hasta 1,816 ua. Su excentricidad es 0,194 y la inclinación orbital 1,041 grados. Emplea 1237, 43 días en completar una órbita alrededor del Sol.

## Características físicas
La magnitud absoluta de 1998 YN19 es 18,1.